# Taipei Challenger 1993
Il Taipei Challenger 1993 è stato un torneo di tennis facente parte della categoria ATP Challenger Series nell'ambito dell'ATP Challenger Series 1993. Il torneo si è giocato a Taipei in Taiwan dal 26 aprile al 2 maggio 1993 su campi in cemento.

## Vincitori

### Singolare
Jason Stoltenberg ha battuto in finale  Richard Matuszewski con il punteggio di 6–0, 6–3

### Doppio
Tommy Ho /  Patrick Rafter hanno battuto in finale  Kent Kinnear /  Kenny Thorne con il punteggio di 6–4, 7–6